# ナモーカール・マントラ
ナモーカール・マントラ（ヒンディー語: णमोकार मंत्र ṇamokār maṃtra, नवकार मंत्र navkār maṃtra）またはナマスカーラ・マントラ（サンスクリット: नमस्कार मन्त्र namaskāra mantra）は、ジャイナ教の信仰告白を表す祈祷文である。仏教における三帰依文と同様に、礼拝の5つの対象を羅列している。プラークリットで唱えられる。

## 文句
ナモーカール・マントラの全文は以下のとおりである。
| ṇamo arahaṃtāṇaṃ        | アルハット（ジナ）たちに礼拝します。                           |
| ṇamo siddhāṇaṃ          | シッダ（解脱した者）たちに礼拝します。                         |
| ṇamo āyariyāṇaṃ         | アーチャーリヤ（ジャイナ教の指導者）たちに礼拝します。         |
| ṇamo uvajjhāyāṇaṃ       | ウパーディヤーヤ（師）たちに礼拝します。                       |
| ṇamo loe savva-sāhūṇaṃ  | 世界中すべてのサードゥ（ジャイナ教の出家者）たちに礼拝します。 |
| eso paṃca ṇamokkāro     | この五重の礼拝文は                                             |
| savva-pāvappaṇāsaṇo     | すべての罪を清め                                               |
| maṃgalāṇaṃ ca savvesiṃ  | すべての吉祥物の中で                                           |
| paḍhamaṃ havaï maṃgalaṃ | 抜きんでて吉祥な物です。                                       |

最後の4句はシュローカ韻律に従っている。

## 同様の偈
ナモーカール・マントラと同様の偈に四帰命偈（Catuḥ-Śaraṇa、チャウサラナ）があり、アルハット・シッダ・サードゥ・ダルマへ帰依することを歌う。
ヒンドゥー教と同様にジャイナ教でも聖音オームを崇拝することがあり、やはり A - U - M の3つの音からなると考えるが、その意味づけは異なっており、Aはアルハット、アシャリーラ（シッダ）、およびĀ（アーチャーリヤ）を、Uはウパーディヤーヤを、Mはムニ（サードゥ）を象徴すると解釈される。